# 香港學堂國際學校
香港學堂國際學校（英語：Hong Kong Academy，簡稱香港學堂、HKA），是香港新界西貢區一間國際學校，位於西贡惠民路33號，成立於2000年。課程採用國際文憑組織的小學項目（PYP），中學項目（MYP）和國際文憑大學預科課程（IBDP）為基礎。畢業生除了獲頒授IB國際文憑或證書，更可同時考取獲美國大學認可的香港學堂文憑及由Global Citizenship Diploma世界公民核發的文憑證書。

## 歷史
Teresa Richman 和 Ben Frankel 在2000年成立了香港學堂國際學校。當年只有三位學生。現時有500位學生來自超過40個國家。校園原址為司徒拔道，於2013年遷至現址西貢惠民路33號。

## 學校校舍
校舍建築以環保為主，更獲香港綠色建築議會的綠建環評，評級為金級建築校舍。

## 外部连结
- 香港學堂國際學校 （页面存档备份，存于）